# Alfons III Liberalny
Alfons III Liberalny (hiszp. Alfonso el Liberal) – Król Aragonii 1285–1291, hrabia Barcelony, nosił również tytuły króla Walencji i króla Majorki. Syn króla Aragonii Piotra III Wielkiego (zm. 1285) i Konstancji Hohenstauf, córki Manfreda, króla Sycylii (zm. 1266).

## Początki
Urodzony 1265. Jeszcze za życia Piotra III Wielkiego, w 1282 został mianowany namiestnikiem Królestwa na czas, gdy jego ojciec toczył walki o Królestwo Sycylii (zob. nieszpory sycylijskie). Po śmierci Piotra III doszło do podziału jego władztwa (tzw. Kraje Korony Aragonii), Alfons III objął rządy w królestwie Aragonii (wraz z królestwem Walencji i hrabstwem Barcelony), a młodszemu bratu Jakubowi przypadło królestwo Sycylii.

## Panowanie
Początek panowania Alfonsa III w Aragonii to okres konfliktu nowego króla ze szlachtą. Król nie chciał potwierdzić dawnych stanowych przywilejów szlachty, zebranej wraz z przedstawicielami miast w tzw. Unii Aragonii. Możni i szlachta powołując się na swoje dawne prawa zebrali się na zgromadzeniach stanowych, zwanych kortezami. Szlachta gotowa była wypowiedzieć posłuszeństwo królowi, jeśli ten nie zatwierdziłby szlacheckich przywilejów. Pod koniec lat 80. XIII wieku niezadowolona szlachta wszczęła bunty przeciwko władzy królewskiej. Wówczas król Alfons ugiął się przed żądaniami szlachty i jako pierwszy król w historii Aragonii w 1287 został zmuszony do zwołania kortezów ze wszystkich swych ziem (Aragonia, Katalonia, Walencja) i przystąpienia do rokowań. Wynikiem ugody między królem a kortezami było zatwierdzenie przez króla dotychczasowych przywilejów, nadto szlachta wywalczyła poważne ograniczenia władzy królewskiej w zakresie jurysdykcji i prawa pozbawienia wolności szlachcica bez sądu zawarte jako Privilegio de la Unión.
Znacznie lepiej powodziło się Alfonsowi III w polityce zagranicznej. Jeszcze za życia Piotra III, król Francji - Filip III Śmiały wspólnie ze stryjem Alfonsa, królem Majorki Jakubem II, najechali na Aragonię, jednakże wojska aragońskie pokonały napastników zajmując przy tym Majorkę, Ibizę i należące także Jakuba Perpignan (1285). Alfons III kontynuował walki przeciwko stryjowi, zajmując w 1287 Minorkę, która do tej pory była pod panowaniem muzułmanów, uznających zwierzchność króla Majorki. Zająwszy całość Balearów Alfons III przyjął tytuł króla Majorki, inkorporując to dotychczas samodzielne królestwo do Aragonii.
Kilka lat później Alfons zaangażował się w trwającą w Królestwie Kastylii wojnę domową pomiędzy stronnictwem króla Sanczem IV a potomkami jego starszego brata Ferdynanda de la Cerda (zm. 1275). Alfons III był również aktywny na Sycylii, gdzie wspierał swojego brata Jakuba, króla Sycylii, który walczył przeciwko Andegawenom i papieżowi.

## Śmierć
Alfons III zmarł 18 czerwca 1291 w wieku 27 lat. Jego żoną była poślubiona w 1282, Eleonora (Leonor, zm. 1297), córka króla Anglii Edwarda I i Eleonory Kastylijskiej. Alfons III nie miał potomków. Po jego śmierci władzę w królestwie Aragonii i Walencji objął jego brat Jakub II Sprawiedliwy, który tron królestwa Sycylii zostawił trzeciemu z braci, Fryderykowi II.